# 첸링
첸링(중국어: 錢琳, 활동명 : 링링, 1991년 3월 11일~ )은 중화인민공화국의 가수이다. 첸링은 중국 저장성 항저우 출신으로 일본의 걸그룹의 전 모닝구무스메의 제8기 (유학생) 멤버였으며, 신미니모니의 멤버로 활동했다. 현재는 그룹 Idol School의 멤버이자 프로듀서이다.

## 소개
- 모닝구무스메가입 전부터 일본에 와 있었기 때문에 가입 당초부터 서투르지만 일본어를 할 수 있었다. 따라서 처음부터 다른 멤버들과도 일본어로 대화를 하고, 때로는 멤버와 쥰쥰과의 사이에 통역도 하였다.
- 동기인 미츠이 아이카와 쥰쥰과 선배인 다카하시 아이와 사이가 좋다.
- 초등학교 2학년 때부터 중국에서 음악을 포함한 연예 활동을 하였으며, 그것을 알고 있던 사람으로부터 헬로! 프로젝트의 프로듀서인 층쿠♂에게 소개를 받아 하로프로에그 유학생으로서 일본에 왔다.

## 이력
2007년
- 1월：『Hello! Project 2007 Winter ~원더풀 하츠 오토메Gocoro~』및『Hello! Project 2007 Winter ~집결! 10th Anniversary~』의 콘서트 투어에 백댄서로 참가. 이 때의 퍼포먼스에 의해 모닝구무스메。에 가입할 실력이 있다고 층쿠♂에게 인정받았다.
- 3월 15일：모닝구무스메。8기 (유학생) 멤버로서의 가입이 발표되었다.
- 5월 6일：『모닝구무스메。콘서트 투어 2007 봄 ~SEXY 8 비트~』사이타마 슈퍼 아레나 공연에서 쥰쥰과 함께 모닝구무스메。로서 첫 무대를 밟았다. 인사를 하기 위해 MC에만 출연했다.
- 5월 13일：시부야 C.C.Lemon 홀에서 개최된「제1회 헬로! 프로젝트 신인 공연」에 같은 8기 멤버인 미츠이 아이카와 하로프로에그와 함께 출연했다.
- 7월 25일：발매된 싱글『女に 幸あれ』에 참가함으로써 모닝구무스메。로서의 활동을 본격적으로 시작했다.

2009년
- 6월 3일：층쿠♂ 오피셜 블로그에서 미니모니。참가 및 리더 취임을 발표[1].

2010년
- 4월 28일：블로그 개설.
- 5월 17일：중국『上海万博 (상하이만박)』을 기원하는 스페셜 유닛 멤버에 선출되었다[2].
- 6월 22일：스페셜 유닛명이「Ex-ceed!」로 결정되었다.
- 8월 8일：『Hello! Project 2010 SUMMER ~판코라!~』에서 카메이 에리, 쥰쥰과 함께 2010년 12월 15일, 가을 콘서트 투어 마지막 공연에서 모닝구무스메。그리고 헬로! 프로젝트를 졸업하는 것을 발표[3][4].
- 12월 15일：『모닝구무스메。콘서트 투어 2010 가을 ~라이벌 서바이벌~』에서 카메이 에리, 쥰쥰과 함께 모닝구무스메。그리고 헬로! 프로젝트를 졸업.

2011년
- 항주 TV『생활대폭작프로그램』의 프로그램에 첸린 Or 린린(링링)으로서 해설자 · 리포터로서 출연.

2014년
- 11월：그룹 Idol School 결성(작사, 작곡, 프로듀스).

2016년
- 1월 20일：Idol School의 CD 데뷔 기자 회견(상하이 푸시 주제 호텔).
- 6월 25일：2014년 11월에 결혼하고 2015년 9월에 첫 아이를 출산했다고 밝혔다.

## 출연

### 텔레비전
- 하로모니@ (2007년 7월 22일 ~ 2008년 9월 28일, 테레비도쿄)
- 요로센! (2008년 10월 6일 ~ 2009년 3월 27일, 테레비도쿄)
- 사키야 봐 쟌 BANG! (2009년 9월 11일 · 12월 4일 · 12월 11일, 테레비도쿄)
- 미녀방담 (2009년 12월 10일 · 17일, 테레비도쿄)
- 샤오야얼 (2011년 4월 ~ , 항주 TV 아동 채널)

### 영화
- 좋은 좋은 펭귄 (2009년 12월 공개) - 쌍둥이의 페어리 (성우, 다나카 레이나와 함께 역할.)

## 작품

### 선곡
- 戰豆 Fighting (2013년 6월 8일)